# Satyavedu
Satyavedu là một thị trấn và mandal thuộc huyện Chittoor, bang Andhra Pradesh. Nó nằm cách 60 km về hướng Bắc Chennai Metropolitan City 